# Melanozosteria karnyi
Melanozosteria karnyi es una especie de cucaracha terrestre del género Melanozosteria, tribu Polyzosteriini, subfamilia Polyzosteriinae. Fue descrita científicamente por Ebner en 1925.

## Distribución
Se distribuye por Asia: Indonesia.